# Puterea dragonilor
Puterea dragonilor  (titlu original: Dungeons & Dragons) este un film fantastic american din 2000 regizat de Courtney Solomon și bazat pe seria de jocuri RPG Dungeons & Dragons. În rolurile principale joacă actorii  Justin Whalin, Marlon Wayans, Jeremy Irons, Thora Birch și Bruce Payne.

## Actori
- Justin Whalin ca Ridley Freeborn
- Marlon Wayans ca Snails
- Jeremy Irons ca Mage Profion
- Thora Birch ca Empress Savina
- Bruce Payne ca Damodar
- Zoe McLellan ca Marina Pretensa
- Kristen Wilson ca Norda
- Lee Arenberg ca Elwood
- Richard O'Brien ca Xilus
- Tom Baker ca Halvarth the Elf
- Robert Miano ca Azmath